# Thống Nhất (Đồng Nai)
Thống Nhất is een district in de Vietnamese provincie Đồng Nai. Het ligt in het zuidoosten van Vietnam. Het zuidoosten van Vietnam wordt ook wel Dông Nam Bô genoemd.

## Administratieve eenheden
Thống Nhất bestaat uit tien xã's.
- Xã Bàu Hàm 2
- Xã Gia Kiệm
- Xã Gia Tân 1
- Xã Gia Tân 2
- Xã Gia Tân 3
- Xã Hưng Lộc
- Xã Lộ 25
- Xã Quang Trung
- Xã Xuân Thạnh
- Xã Xuân Thiện